# Лимат
Лимат је ријека која извире из Циришког језера и тече до мјеста Бруг (кантон Аргау) гдје се улијева у ријеку Аре. Дугачка је 35,9 km и тече кроз градове Цирих, Дитикон, Баден и Бруг.
У њу се улијевају веће ријеке Репиш и Линт.